# 外巻込

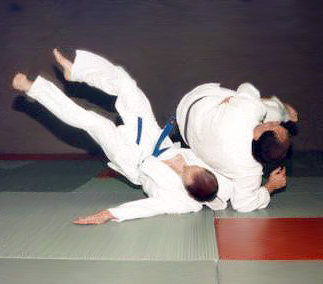
外巻込の実演

外巻込（そとまきこみ）は、柔道の投技で横捨身技の一つ。講道館や国際柔道連盟 (IJF) での正式名。IJF略号SMK。別名巻込（まきこみ、まっこみ）。

## 概要
釣り手で奥襟を掴み、引き手で奥袖を掴む。釣り手を離して、相手の腕を腋に挟み、倒れこみながら、引き手で相手の腕を巻き付ける様に引いて、倒れこみながら投げる(基本は腰を深く回し入れる)。自分の釣り手の腋で、自分の引き手諸共、相手の腕を抱えるか挟むパターンや自分の釣り手の腋を自分の引き手にあてがって投げるパターンもある。右組から仕掛ける場合、仕掛ける方（取）は相手（受）の右腕を右腋に抱えながら巻き付けるようにして引きつけ、前方に倒れ込みながら（体を捨てて）受を前方に投げる。取は右足や腰で受の右足が出るの防ぎながらかけることが多い。
中国の高鳳蓮や佟文は、外巻込から寝技に持ち込むパターンを非常に得意としていた。
1948年の講道館機関誌『柔道』で玉嶺生は、相撲ではこの技は腕捻りにあたるのではないか旨、述べている。2016年大相撲5月場所10日目には宇良が出羽疾風にこの技で勝利している。決り手は腰投げとなった。

## 類似の技
受の腕を腋に抱えながら巻き込む技は他にも払巻込や大外巻込がある。払巻込は右足で受を払上げるようにして投げる点が、大外巻込は右足で受の右足を刈りながら受の後方に巻き込む点が異なる。他に跳腰を掛けながら巻き込む跳巻込、内股を掛けながら巻き込む内股巻込も受の腕を腋に抱えて投げることが多い。腕の抱え方を内側から一本背負投のように抱えた場合は内巻込となる。